# Байгетобе
Байгетобе́ (каз. Бәйгетөбе) — село в Макатском районе Атырауской области Казахстана. Административный центр и единственный населённый пункт Байгетобинского сельского округа. Код КАТО — 235231100.
Образовано в 2013 году путём выделения из состава посёлка Макат.